# Helhoek (Groessen)
Helhoek (ook wel de Helhoek) is een buurtschap behorende tot het dorp Groessen in de Nederlandse gemeente Duiven, in de provincie Gelderland. De buurtschap ligt tussen Zevenaar en Duiven, net ten noorden van de spoorlijn Arnhem - Winterswijk. Er bevinden zich enkele woonhuizen en boerenbedrijven en een bedrijventerrein.
Het dorpsbeeld van Helhoek zal aanzienlijk veranderen als gevolg van de voorgenomen doortrekking van de A15 naar de A12.

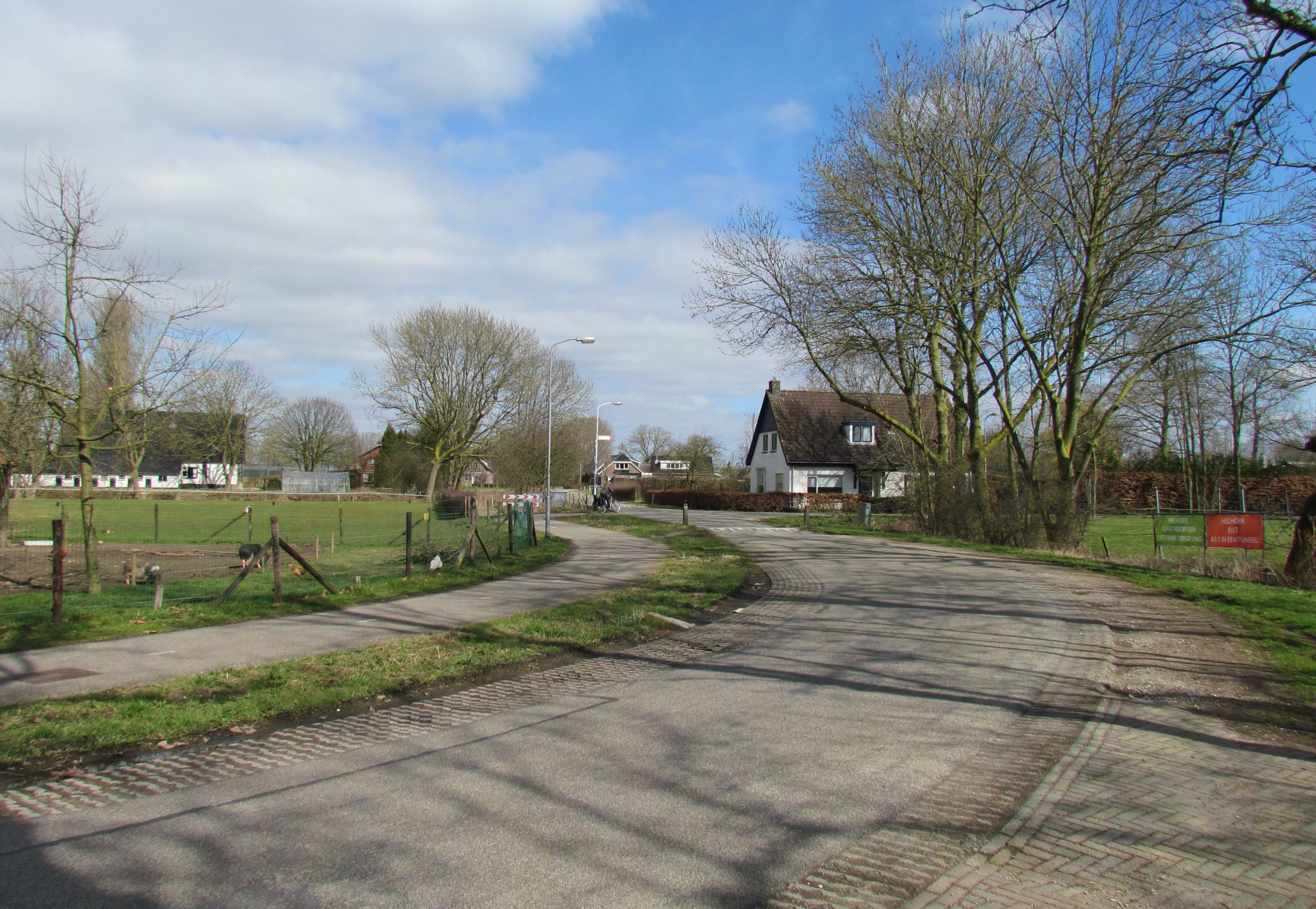
Helhoek in 2015

Dorpen: Duiven · Groessen · Loo

Buurtschappen: De Eng · Helhoek · Het Leuven · Nieuwgraaf

Gelderland: Steden en dorpen in Gelderland      Nederland: Provincies · Gemeenten